# Litoria inermis
Litoria inermis es una especie de anfibio de la familia Hylidae. Es endémica de Australia.
Sus hábitats naturales incluyen pantanos, sabanas, praderas a baja altitud y marismas intermitentes de agua dulce.
El adulto mide 3.5 cm de largo.  Su piel es color marrón con marcas amarillas brillantes en sus patas, y una mancha blanca cerca de la mandíbula. Las patas delanteras no son palmeadas pero las traseras son un poco palmeadas.  Su piel es de textura irregular, de donde toma su nombre en inglés, "bumpy rocket frog" o "rana cohete con bultos".
Los científicos que escribieron por primera vez sobre esta rana en el siglo XIX pensaron que era una rana excavadora, pero no lo es. Viven en planicie de inundaciones, bosques, praderas, pantanos y arroyos, pero pueden vivir en lugares rocosos si hay arroyos a través de ellos.
Las hembras ponen sus huevos en masas de 100 a 300 en cuerpos de agua temporales sin vegetación emergente. Los renacuajos pueden crecer hasta 4 cm.